# Gustaf Malmgren (musiker)
Franz Gustaf August Malmgren, född 9 juli 1848 i Göteborg, död 1918, var en svensk musiker och musikpedagog.

## Biografi
Gustaf Malmgren föddes 9 juli 1848 i Göteborg. Malmgren började studera vid Musikkonservatoriet i Stockholm 1862, avlade organistexamen 1868 och musikdirektörsexamen 1869. Han var organist vid katolska Sankt Josefs kyrka i Göteborg 1871–1885, musiklärare vid Göteborgs femklassiga läroverk 1874–1885 och vid Göteborgs högre realläroverk från 1886. Han var även verksam som tonsättare.
Malmgren startade 1880 musikhandeln Gustaf Malmgrens piano- och orgellager, som senare bytte namn till Waidele.
Malmgren avled 22 april 1918 i Göteborgs Vasa församling.